# Minilimosina priapismus
Minilimosina priapismus är en tvåvingeart som beskrevs av Marshall 1985. Minilimosina priapismus ingår i släktet Minilimosina och familjen hoppflugor. Inga underarter finns listade i Catalogue of Life.